# Mauritia eglantina
Mauritia eglantina is een slakkensoort uit de familie van de Cypraeidae. De wetenschappelijke naam van de soort is voor het eerst geldig gepubliceerd in 1833 door Duclos.
Het is een algemeen voorkomende soort in de oostelijke Indische Oceaan en de westelijke Stille Oceaan. Ze leeft voornamelijk in ondiep water op rotsen en koralen.